# 輪廻

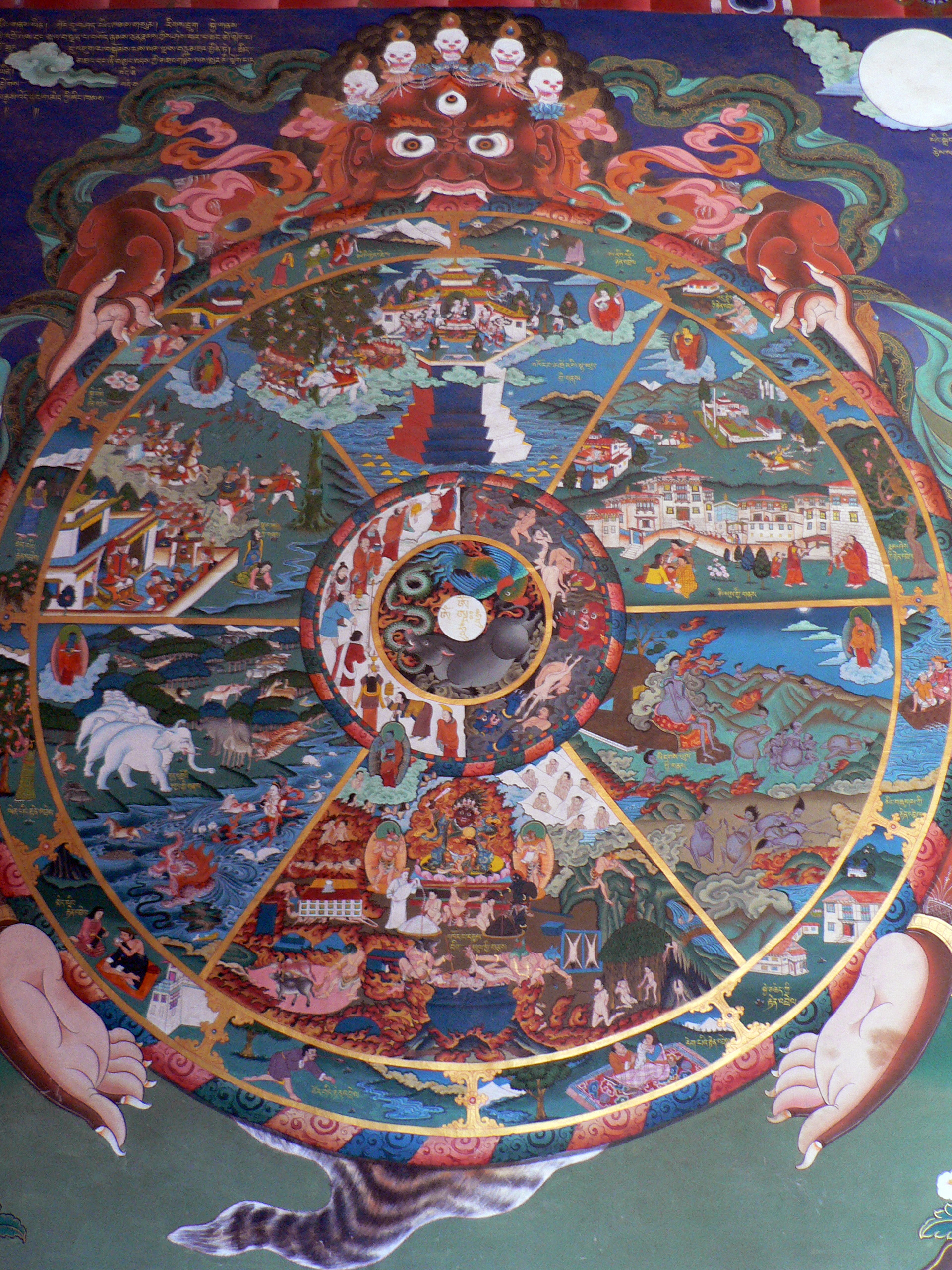
六道輪廻をあらわしたチベット仏教の仏画。恐ろしい形相をした「死」が輪廻世界を支配している

輪廻（りんね）または輪廻転生（りんねてんしょう）とは、サンスクリット語のサンサーラ（संसार Saṃsāra）に由来する用語で、命あるものが何度も転生し、人だけでなく動物なども含めた生類として生まれ変わること。日本語読みのリンネは、連声によるものである。「生まれ変わり」は大多数のインド哲学における根本教義である。
インド哲学でのサンサーラ概念は、ヴェーダ以降の文献に根ざしており、理論はヴェーダ自体では議論されていない。サンサーラ教義の完全な解説が記載されるのは、仏教やジャイナ教などの沙門宗教や、紀元前1千年紀半以降のヒンドゥー教のさまざまな学派である。これによれば生物らは、死して後、生前の行為つまりカルマ（梵: karman）の結果、次の多様な生存となって生まれ変わるとされる。命あるものは何度も転生し、人だけでなく動物なども含めた生類として生まれ変わる。
サンサーラからの解放は、モークシャ（解脱）、ニルヴァーナ（涅槃）、ムクティ（脱;Mukti）、カイヴァリヤ（独存;kaivalya)と呼ばれる。インドの思想では、限りなく生と死を繰り返す輪廻の生存を苦と見、二度と再生を繰り返すことのない輪廻からの解放を最高の理想とする。

## 語義の変遷
サンサーラは原義で「さまようこと、歩き回ること」（saṃsarati）を意味する。後代になると、「生まれ変わること」（punarbhava）だけでなく、派生的な意味で「世界」（loka）という意味を持つ様になり、「周期的な変化」との意味を暗に含むようになった。

## 歴史
ヒンドゥー教の前身であるバラモン教(英: Brahmanism)、すなわちヴェーダの宗教(梵: Vaidika)において、はじめて断片的な輪廻思想があらわれたのは、ヴェーダの宗教最終期のブラーフマナ文献ないし最初期のウパニシャッド文献においてである。ここでは、「輪廻」という語は用いられず、「五火」と「二道」の説として現れる。『チャーンドーギヤ』(5-3-10)と『ブリハッドアーラニヤカ』(6-2)の両ウパニシャッドに記される、プラヴァーハナ・ジャイヴァリ王の説く「五火二道説」が著名である。
五火説とは、五つの祭火になぞらえ、死者は月にいったんとどまり、雨となって地に戻り、植物に吸収されて穀類となり、それを食べた男の精子となって、女との性的な交わりによって胎内に注ぎ込まれて胎児となり、そして再び誕生するという考え方である。二道説とは、再生のある道（祖霊たちの道）と再生のない道（神々の道）の2つを指し、再生のある道（輪廻）とはすなわち五火説の内容を示している。
これが、ヴェーダの宗教（後のヒンドゥー教）における輪廻思想の萌芽である。そして様々な思想家や、他宗教であるジャイナ教、仏教などの輪廻観の影響も受けつつ、後世になってヒンドゥー教の輪廻説が集大成された。すなわち、輪廻教義の根幹に、信心と業（カルマ）を置き、これらによって次の輪廻（来世）の宿命が定まるとする。具体的には、カースト（ヴァルナ）の位階が定まるなどである。
行為が行われた後、なんらかの結果（梵: phala）がもたらされる。この結果は、行為の終了時に直ちにもたらされる事柄のみでなく、次の行為とその結果としてもまた現れる。行為は、行われた後に、なんらかの余力を残し、それが次の生においてもその結果をもたらす。この結果がもたらされる人生は、前世の行為にあり、行為（カルマ）は輪廻の原因とされる。
生き物は、行為の結果を残さない、行為を超越する段階に達しない限り、永遠に生まれ変わり、生まれ変わる次の生は、前の生の行為によって決定される。
天国での永遠の恩寵や地獄での永劫の懲罰といった、この世以外の来世は輪廻のサイクルに不均衡が生じるため、ありえないことと考えられた。
これが、業（行為）に基づく因果応報の法則（善因楽果・悪因苦果・自業自得）であり、輪廻の思想と結びついて高度に理論化されてインド人の死生観・世界観を形成してきたのである。ドヴィジャ（二度生まれる者、再生族、師匠に就いて再生する者）ではなく、師匠の元で「再生しない」エーカジャ（一生族）とされていたシュードラ（隷民）とがある。なお、再生族しか輪廻転生しないというのは誤りである。

### 女性観
なお『マヌ法典』では、女性はどのヴァルナ（身分）であっても、シュードラと同一視され、再生族である夫と食事を共にすることはなく、祭祀を主催したり、マントラを唱えることも禁止されていた。

## ヒンドゥー教
ヒンドゥー教においてサンサーラとは、アートマンの旅である。ヒンドゥー教の伝統においては、身体は死ぬが、それは永遠の現実、不滅、至福とされるアートマンの死ではない。すべての物事すべての存在は、接続され周期的であり、自我・アートマンと、身体・物質という２つのもので構成されるとする 。ヒンドゥー教の信念においてアートマンと呼ばれるこの永遠の自我は、決して転生せず、変化せず、変化させることもできない 。対照的に、身体と人格は変化することができ、常に変化し、生まれては死ぬ 。

## 仏教
仏教においても、伝統的に輪廻が教義の前提となっており、輪廻を苦と捉え、輪廻から解脱することを目的とする。仏教では輪廻において主体となるべき我、永遠不変の魂は想定しない（無我）。この点で、輪廻における主体として、永遠不滅の我（アートマン）を想定する他のインドの宗教と異なっている。
無我でなければそもそも輪廻転生は成り立たないというのが、仏教の立場である。輪廻に主体（我、アートマン）を想定した場合、それは結局、常住論（永久に輪廻を脱することができない）か断滅論（輪廻せずに死後、存在が停止する）に陥る。なぜなら主体（我）が存在するなら、それは恒常か無常のどちらかである。恒常であるなら「我」が消滅することはありえず、永久に輪廻を続けることになり、無常であるなら、「我」がいずれ滅びてなくなるので輪廻は成立しない。このため主体を否定する無我の立場によってしか、輪廻を合理的に説明することはできない。

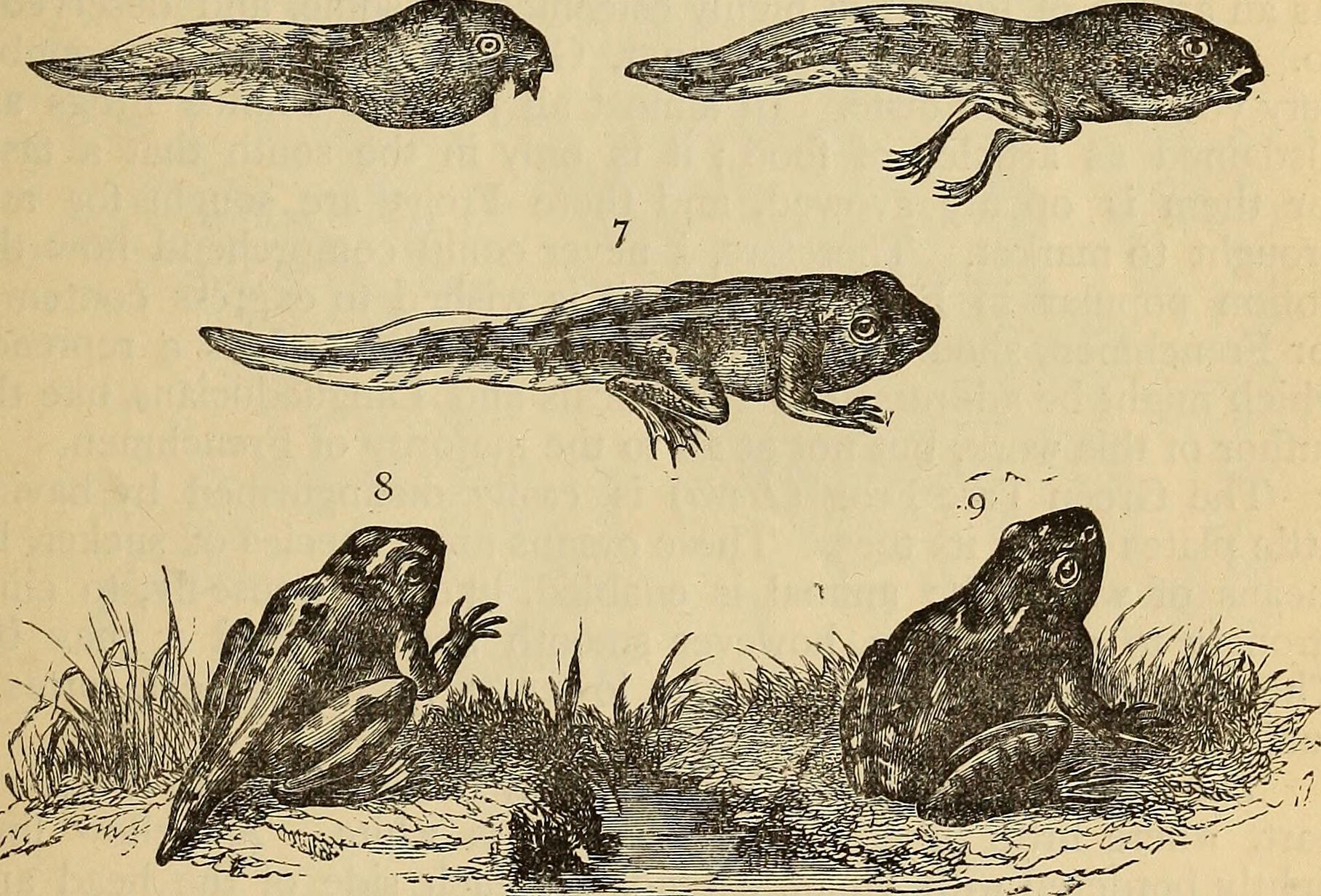
何かが無くなれば、何かが生まれる。オタマジャクシは時間を経て消滅し、カエルが生まれる。すなわちカエルが生まれたのは、オタマジャクシが死んだからである。仏教では生と死は同じものである。

仏教における輪廻とは、単なる物質には存在しない、認識という働きの移転である。心とは認識のエネルギーの連続に、仮に名付けたものであり、自我とはそこから生じる錯覚にすぎないため、輪廻における、単立常住の主体（霊魂）は否定される。
輪廻のプロセスは、生命の死後に認識のエネルギーが消滅したあと、別の場所において新たに類似のエネルギーが生まれる、というものである。このことは科学のエネルギー保存の法則にたとえて説明される場合がある。この消滅したエネルギーと、生まれたエネルギーは別物であるが、流れとしては一貫しているので、意識が断絶することはない。また、このような一つの心が消滅するとその直後に、前の心によく似た新たな心が生み出されるというプロセスは、生命の生存中にも起こっている。それゆえ、仏教における輪廻とは、心がどのように機能するかを説明する概念であり、単なる死後を説く教えの一つではない。

### 仏教における輪廻思想の発展
原始仏典では基本的に天、人、畜生、餓鬼、地獄の五道輪廻が説かれる。経典によっては阿修羅身（巴: asurakāya）が説かれることもあるが、この阿修羅は餓鬼(巴: peta-asura)、天人（巴: deva-asura）のいずれかに分類される。もしくは阿修羅道としてひとつの道と看做し六道を説く場合もある。
これら天・人・修羅・畜生・餓鬼・地獄を、併せて六道と称するようになった。
後代になり大乗仏教が成立すると、輪廻思想はより一層発展し、六道に声聞・縁覚・菩薩・仏を加え、六道と併せて十界を立てるようになった。

### 仏教内における輪廻思想の否定
一方、現代では「ブッダの教説は輪廻の存在を否定するものである」という主張が主に近代仏教学の学者によってなされ、学者間でその是非についての議論が行われている。 
現代日本の仏教者、僧侶、仏教研究者の中には、「ブッダは輪廻の存在を否定した」とする主張が少なくない。このような言説を包括的かつ批判的に扱った学者として松尾宣昭がいる。松尾によれば、「輪廻の否定」には、ブッダが（1）「そもそも輪廻は存在しない、と考えた」という見解と、（2）「人は輪廻に留まるべきではない、と考えた」という見解があり、両方とも輪廻を否定しているものの、その意味内容は全く異なるとする。この二つの考えは二律背反に見えるが、（1'）「ブッダは輪廻の存在を否定していたが、当時の人々が輪廻の観念に縛られていたため、仮に是認した」だからこそ（2'）「輪廻という想念に留まるべきではないと説いた」として意味を読みかえる場合に、両立する。このような立場を松尾宣昭は「輪廻想念説」と呼び、このような立場を支持する記述はパーリ聖典には見出されず、「修業未完成者は死後輪廻する、ゆえに修行を完成させて輪廻から解脱せよ」という趣旨の、「輪廻は存在しない」という説とは反対の言葉が多く見出されると述べる。一方で、パーリ聖典の「決定的資料性」を否定し、ある種の「仏教の本質」を想定することで、そこから帰結的に輪廻否定が導出されるとする立場もあるとする。松尾によれば和辻哲郎は「仏教の本質」として無我説を用い、自らの輪廻否定説の根拠としているという。さらに「仏教の本質」を後代に明確化された空の教説に見出し、（1）と（2）の両立性を二諦説によって説明する見解もある。松尾によると、空を用いた輪廻否定は、実質的には無我説を用いたものと同じであり、この場合は「龍樹がブッダの真意を説明した」テキストである『中論』を根拠として提示することができると述べている。
輪廻転生を理論的基盤として取り込んだインド社会のカースト差別に反発してインドにおける新仏教運動を主導したビームラーオ・アンベードカルは、独自のパーリ仏典研究の結果、「ブッダは輪廻転生を否定した」という見解を得た。この解釈はアンベードカルの死後、インド新仏教の指導者となった佐々井秀嶺にも受け継がれている。一方で釈迦が死後の世界について述べた内容が釈迦の経典一切経の中に数多く残されているのも事実である。その一つに仏説阿弥陀経がある。

## ジャイナ教
ジャイナ教において輪廻とは、様々な存在領域への再生・復活が繰り返されることを特徴とする、この世での生活のことを言う。輪廻は苦痛・不幸に満ちたこの世の存在であり、そのため望ましくない、放棄するべきものだとされる。輪廻には始まりがなく、魂は悠久の過去からカルマに縛られていたことに気付くのである。モークシャ（解脱）は輪廻から解放される唯一の手段である。